# Moreno Mannini
Moreno Mannini (* 15. August 1962 in Imola, Italien) ist ein ehemaliger italienischer Fußballspieler. Er war den Großteil seiner Laufbahn bei Sampdoria Genua aktiv und gewann mit dem Verein zahlreiche Titel. Ferner wurde er in zehn Länderspielen der italienischen Fußballnationalmannschaft eingesetzt.

## Karriere

### Vereinskarriere
Moreno Mannini, geboren 1962 in der emilianischen Stadt Imola, begann mit dem Fußballspielen beim örtlichen Verein FC Imola, wo er zunächst die Jugendabteilungen durchlief und 1980 in den Kader der ersten Mannschaft aufgenommen wurde. Da Imola jedoch zum damaligen Zeitpunkt nur in der fünftklassigen Serie D agierte, bot sich für den talentierten Verteidiger schon bald die Möglichkeit zum Wechsel in eine höhere Liga. Nach 25 Ligaspielen für den FC Imola ging er 1981 zu Forlì FC in die Serie C1, Italiens dritte Liga, wo er ein weiteres Jahr aktiv war, zwar nur zehn Ligaeinsätze verbuchen konnte, aber dennoch das Interesse des Zweitdivisionärs FC Como auf sich zog. Unter Trainer Tarcisio Burgnich, einst erfolgreicher Spieler bei Inter Mailand, war Mannini Stammspieler im Team des FC Como und spielte die folgenden zwei Jahre bei dem norditalienischen Klub. Nach einem fünften Platz 1982/83 gelang in der Saison 1983/84 mit dem Erreichen des zweiten Platzes in der Serie B, einzig hinter Atalanta Bergamo, der Aufstieg in die Serie A. Nach der Rückkehr in die Erstklassigkeit verließ Moreno Mannini den FC Como und schloss sich dem ambitionierten Spitzenverein Sampdoria Genua an.
In Genua entwickelte sich unter der Ägide von Präsident Paolo Mantovani eine große Mannschaft. Mantovani gelang es, Spieler wie den Angreifer Roberto Mancini, Sturmpartner Gianluca Vialli oder Abwehrrecke Pietro Vierchowod zu dem bis dato eher unbedeutendem Verein zu lotsen. Gleich in seiner ersten Saison bei Sampdoria gewann Moreno Mannini mit der Mannschaft von Trainer Eugenio Bersellini den ersten Titel der Vereinsgeschichte. Im Endspiel der Coppa Italia bezwang man den AC Mailand. Mannini wurde in den beiden Finalspielen jedoch nicht eingesetzt. Zum absoluten Stammspieler bei Sampdoria wurde er erst, als im Jahre 1986 der Jugoslawe Vujadin Boškov die Nachfolge von Bersellini antrat. Unter Boškov geschah die erfolgreichste Phase der Vereinsgeschichte von Sampdoria Genua. In seiner sechsjährigen Amtszeit von 1986 bis 1992 gewann Sampdoria Genua zweimal die Coppa Italia, einmal die italienische Meisterschaft und einmal den Europapokal der Pokalsieger. Des Weiteren wurde 1991 der italienische Superpokal geholt. Moreno Mannini war am neunten Mai 1990 in Göteborg dabei, als Sampdoria Genua gegen den belgischen Vertreter RSC Anderlecht den Europapokal der Pokalsieger gewann, nachdem man bereits im Vorjahr im Endspiel dieses Wettbewerbes war, allerdings dem FC Barcelona mit 0:2 unterlegen war. Das Jahr 1991 bildete den Höhepunkt der erfolgreichen Ära von Sampdoria Genua, als man als Erster der Serie A 1990/91 mit fünf Punkten Vorsprung auf den AC Mailand den begehrten Scudetto, die italienische Fußballmeisterschaft, holte. Bis heute gilt dies als der größte Erfolg überhaupt von Sampdoria Genua. Durch die italienische Meisterschaft war man auch startberechtigt für den Europapokal der Landesmeister 1991/92, den letzten seiner Art, ehe die UEFA Champions League eingeführt wurde. Im Landesmeistercoup 1991/92 erreichte Samp nach Siegen über Rosenborg Trondheim, Honvéd Budapest, Roter Stern Belgrad, den RSC Anderlecht sowie Panathinaikos Athen das Finale, wo man allerdings dem FC Barcelona mit 0:1 nach Verlängerung unterlegen war. Das Finale von London 1992 war das Ende der sportlichen Hochphase von Sampdoria Genua. Trainer Boškov trat zurück, ein Jahr später verstarb Präsident Mantovani. Auf den Jugoslawen folgte der Schwede Sven-Göran Eriksson als Coach von Sampdoria. Er konnte jedoch nicht an die erfolgreichen Zeiten anknüpften und als einzigen Titel seiner Amtszeit, die von 1992 bis 1997 andauerte, die Coppa Italia in der Saison 1993/94 im Finale gegen Ancona Calcio holen. Als Eriksson 1997 ausschied, wurde der Argentinier César Luis Menotti neuer Coach. Menottis Spielphilosophie bekam der Sampdoria-Mannschaft, bei der ein Großteil der Spieler, die Ende der 1980er-Jahre für Furore sorgten, noch dabei waren, nicht und sie fand sich im Abstiegskampf wieder. Auch das Einspringen von Erfolgstrainer Boškov konnte den Abstieg von Sampdoria Genua nur sieben Jahre nach der Meisterschaft nicht verhindern. Im Gegensatz zu anderen Spielern wie etwa Mancini blieb Moreno Mannini auch nach dem Abstieg bei Sampdoria Genua. Er spielte mit dem Verein noch zwei Jahre in der Serie B, der Wiederaufstieg blieb verwehrt. 1999 verließ er den Klub und ging nach England zu Nottingham Forest und ein Jahr darauf zurück zu seinem Heimatverein FC Imola, wo er seine fußballerische Laufbahn im Jahre 2000 beendete.
Mit 377 Ligaspielen im Trikot von Sampdoria Genua ist Moreno Mannini noch heute der Spieler mit dem zweitmeisten Spielen für den norditalienischen Verein. Einzig Roberto Mancini hat mit 566 Einsätzen noch mehr aufzuweisen. 

### Nationalmannschaft
In den Jahren 1992 und 1993 wurde Moreno Mannini in zehn Länderspielen der italienischen Fußballnationalmannschaft eingesetzt. Trainer Arrigo Sacchi verhalf ihm am 19. Februar 1992 zu seinem ersten Länderspiel, das das italienische Team im Stadio Dino Manuzzi von Cesena mit 4:0 gegen San Marino gewann. Es folgten neun weitere Einsätze, allerdings alle ohne Torerfolg. 
Sein letztes Länderspiel absolvierte Moreno Mannini am ersten Mai 1993 im Rahmen der Qualifikation zur Fußball-Weltmeisterschaft 1994 in den Vereinigten Staaten gegen die Schweiz in Bern. Das Spiel endete mit einem 1:0-Auswärtserfolg Italiens. Danach endete Moreno Manninis Nationalmannschaftszeit nach nur zehn Länderspielen. Eine größere Anzahl von Länderwettkämpfen wurde durch die Tatsache verhindert, dass er es nicht schaffte, an den beiden nahezu gesetzten Verteidigern Giuseppe Bergomi beziehungsweise Antonio Benarrivo vorbeizukommen.

## Erfolge
- Italienische Meisterschaft: 1×

1990/91 mit Sampdoria Genua
- Italienischer Pokalsieg: 4×

1984/85, 1987/88, 1988/89, 1993/94 mit Sampdoria Genua
- Italienischer Superpokal: 1×

1991 mit Sampdoria Genua
- Europapokal der Pokalsieger: 1×

1989/90 mit Sampdoria Genua